# Qazaqstan Kubogy 2016
La Qazaqstan Kubogy 2016 è stata la 25ª edizione della Coppa del Kazakistan. Il torneo è iniziato il 21 marzo 2016 e si è concluso il 19 novembre 2016 con la finale. Il vincitore si qualifica per il primo turno di qualificazione per l'Europa League 2017-2018. L'Astana si è aggiudicato il trofeo per la terza volta nella sua storia, battendo il Qaýrat grazie a una rete di Junior Kabananga.
Al torneo hanno partecipato 21 squadre: le 12 partecipanti alla Prem'er Ligasy e 9 partecipanti alla Birinşi Lïga.

## Fase a gironi
Gruppo A
| Squadra  | P.ti | G | V | N | P | GF | GS | DR |
| -------- | ---- | - | - | - | - | -- | -- | -- |
| Qyzyljar | 6    | 2 | 2 | 0 | 0 | 5  | 1  | +4 |
| Bolat    | 1    | 2 | 0 | 1 | 0 | 2  | 3  | -1 |
| Baıqońyr | 1    | 2 | 0 | 1 | 0 | 1  | 4  | -3 |

Gruppo B
| Squadra   | P.ti | G | V | N | P | GF | GS | DR |
| --------- | ---- | - | - | - | - | -- | -- | -- |
| Altaı     | 3    | 2 | 1 | 0 | 1 | 2  | 1  | +1 |
| Kaspıı    | 3    | 2 | 1 | 0 | 1 | 2  | 2  | 0  |
| Ekibastuz | 3    | 2 | 1 | 0 | 1 | 2  | 3  | -1 |

Gruppo C
| Squadra   | P.ti | G | V | N | P | GF | GS | DR |
| --------- | ---- | - | - | - | - | -- | -- | -- |
| Qaisar    | 4    | 2 | 1 | 1 | 0 | 2  | 0  | +2 |
| Maqtaaral | 2    | 2 | 0 | 2 | 0 | 1  | 1  | 0  |
| Qyran     | 1    | 2 | 0 | 1 | 1 | 1  | 3  | -2 |

## Ottavi di finale
Agli ottavi di finale partecipano le squadre qualificate dalla fase a gironi, più le 12 squadre della Prem'er Ligasy.
| Squadra 1      | Risultato       | Squadra 2         |
| -------------- | --------------- | ----------------- |
| 26 aprile 2016 |                 |                   |
| Astana         | 1 − 0           | Kaspıı            |
| 27 aprile 2016 |                 |                   |
| Atyrau         | 1 − 0           | Altaı             |
| Ordabasy       | 2 − 0           | Qaisar            |
| Tobyl          | 0 − 0 (2-4 dtr) | Qyzyljar          |
| Aqjaıyq        | 0 − 1           | Ertis             |
| Qairat         | 4 − 0           | Shahter Qaraǵandy |
| Aqtöbe         | 0 − 1           | Jetisý            |
| Oqjetpes       | 2 − 1           | Taraz             |

## Quarti di finale
| Squadra 1      | Risultato       | Squadra 2 |
| -------------- | --------------- | --------- |
| 25 maggio 2016 |                 |           |
| Jetisý         | 0 − 2           | Qairat    |
| Qyzyljar       | 2 − 3           | Astana    |
| Atyrau         | 1 − 1 (4-1 dtr) | Ordabasy  |
| Oqjetpes       | 1 − 2           | Ertis     |

## Semifinali
| Squadra 1                        | Totale | Squadra 2 | Andata | Ritorno |
| -------------------------------- | ------ | --------- | ------ | ------- |
| 21 settembre / 5-6 novembre 2016 |        |           |        |         |
| Qairat                           | 4 – 0  | Atyrau    | 1 – 0  | 3 – 0   |
| Ertis                            | 4 – 7  | Astana    | 1 – 2  | 3 – 5   |

## Finale
| Arbitro: | Duzmambetov (Öskemen) |

|  |           |               |
|  | Marcatori | 47’ Kabananga |

| Qaýrat | Astana |

### Formazioni
|                      |    |                       |       |
|                      |    |                       |       |
| P                    | 27 | Stas Pokatïlov        |       |
| D                    | 23 | Ğafwrjan Swyumbayev   | 53’   |
| D                    | 6  | Žarko Marković        | 90+3’ |
| D                    | 14 | César Arzo            |       |
| D                    | 7  | Ïslambek Qwat         |       |
| C                    | 8  | Michail Bakaev        |       |
| C                    | 9  | Bawırjan Ïslamxan (C) | 51’   |
| C                    | 28 | Andrej Aršavin        |       |
| C                    | 10 | Isael                 |       |
| C                    | 44 | Anatolij Tymoščuk     |       |
| A                    | 11 | Gerard Gohou          |       |
| A disposizione:      |    |                       |       |
| P                    | 16 | Andreý Sïdelʹnïkov    |       |
| D                    | 3  | Ian Vorogovskıı       |       |
| D                    | 21 | Nurlan Daýırov        |       |
| D                    | 26 | Dilshat Musayev       |       |
| C                    | 17 | Aslan Darabayev       |       |
| C                    | 22 | Madiyar Raimbek       |       |
| C                    | 30 | Gerson Acevedo        |       |
| Allenatore:          |    |                       |       |
| K'akhaber Tskhadadze |    |                       |       |

|                  |    |                    |     |     |
|                  |    |                    |     |     |
| P                | 35 | Aleksandr Mokin    |     |     |
| D                | 15 | Abzal Beýsebekov   |     |     |
| D                | 5  | Marin Aničić       |     |     |
| D                | 14 | Ihar Šytaŭ         | 48’ |     |
| D                | 77 | Dmïtrïý Şomko      |     |     |
| C                | 6  | Nemanja Maksimović |     |     |
| C                | 27 | Yurïý Logvïnenko   | 51’ |     |
| C                | 88 | Roger Cañas (C)    | 53’ |     |
| A                | 7  | Serikjan Mwjïkov   |     | 80’ |
| A                | 23 | Patrick Twumasi    |     | 65’ |
| A                | 30 | Junior Kabananga   |     | 88’ |
| A disposizione:  |    |                    |     |     |
| P                | 1  | Nenad Erić         |     |     |
| P                | 47 | Abylaykhan Duysen  |     |     |
| D                | 25 | Serhij Malyj       |     | 88’ |
| D                | 28 | Bïrjan Kwl'bekov   |     |     |
| C                | 12 | Geworg Najaryan    |     |     |
| C                | 13 | Azat Nurğalïyev    |     |     |
| C                | 17 | Tañat Nöserbayev   |     | 80’ |
| C                | 31 | Abay Zhunusov      |     |     |
| A                | 10 | Đorđe Despotović   |     | 65’ |
| Allenatore:      |    |                    |     |     |
| Stanimir Stoilov |    |                    |     |     |